# Halmahera
Halmahera (chiamata anche Jailolo o Gilolo) è l'isola maggiore dell'arcipelago delle Molucche, nell'oceano Pacifico. Politicamente, fa parte della provincia di Maluku Settentrionale, in Indonesia.

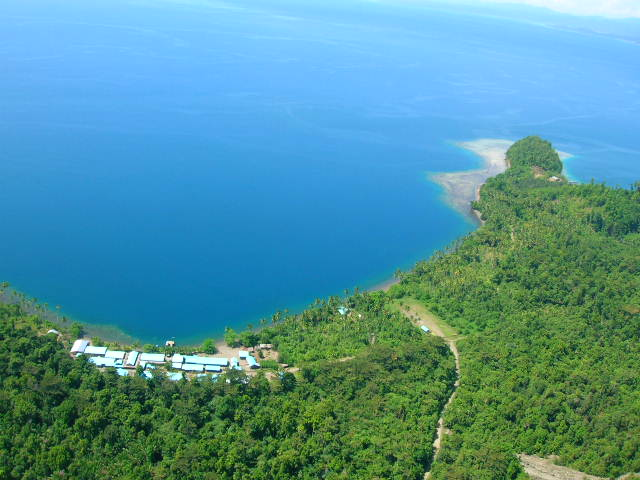

Nel 1995 aveva 162 728 abitanti; alcuni parlano una varietà di lingue austronesiane, altri lingue papuasiche.
Con i suoi 17711 km², è la 51ª isola più grande del mondo. È formata da quattro penisole che formano tre grandi baie, chiamate Kau, Buli e Weda. È attraversata dall'equatore. Il territorio è prevalentemente montuoso e ricco di foreste. La vetta più alta è il monte Gamkunoro, alto 1635 m.
Il 25 settembre 1944 fu bombardata durante l'occupazione di Morotai nelle Molucche.